# Lamprostola olivacea
Lamprostola olivacea là một loài bướm đêm thuộc phân họ Arctiinae, họ Erebidae.